# Simu Liu
Simu Liu est un acteur, écrivain, cascadeur et cinéaste canadien, né le 19 avril 1989 à Harbin (Chine). Il est surtout connu pour le rôle de Jung dans la sitcom de CBC Television Kim's Convenience, et dans le film Jackpot sur Netflix, en tant que grand méchant. Il gagne en notoriété en incarnant le super-héros Shang-Chi dans l'univers cinématographique Marvel, dans le film Shang-Chi et la Légende des Dix Anneaux (2021). Il est le premier acteur asiatique à tenir le premier rôle dans un film Marvel Studios. 
Il a reçu des nominations aux ACTRA Awards et aux Canadian Screen Awards pour son travail dans Blood and Water.

## Biographie
Simu Liu est né à Harbin (province du Heilongjiang) et a immigré au Canada lorsqu'il avait 5 ans. Il a été élevé à Erin Mills, un quartier de Mississauga (Ontario). Il a étudié à l'Université de Toronto. De plus, il a étudié 2 ans à l'Université Western Ontario en finances. Il a ensuite travaillé comme comptable chez Deloitte, mais il a finalement été licencié. Il a décidé d'explorer d'autres options de carrière avant de poursuivre une carrière d'acteur.

### Carrière
Liu a d'abord commencé à travailler comme figurant sur Pacific Rim de Guillermo del Toro. Ses premières apparitions importantes à l'écran incluent Nikita (2012) et Beauty and the Beast (2014). En 2015, il était membre de l'équipe de cascadeurs dans Heroes Reborn, apparaissant dans trois épisodes comme un. Il est ensuite apparu en tant que personnage régulier dans la série dramatique policière de OMNI Television Blood and Water (2015-2016), pour laquelle il a plusieurs nominations. 

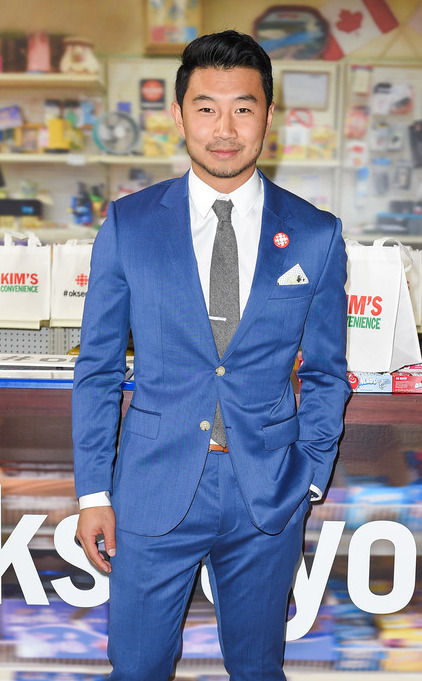
Liu en 2016

En 2016, il incarne Jung dans l'adaptation télévisuelle de la pièce canadienne à succès de Kim's Convenience à la CBC. 
Plus tard, Liu a rejoint le casting de la série à succès BBC Orphan Black pour sa cinquième et dernière saison et a été nommé pour un prix Dora Mavor Moore. 
En 2017, il rejoint le casting de la deuxième saison de Slasher ainsi que la mini-série CityTV Bad Blood dans des rôles de personnages récurrents. L'année suivante, il apparaît dans la série télévisée de science-fiction The Expanse et la série YouTube Yappie. 
Début 2019, il a été annoncé que Liu rejoindrait la distribution de Bienvenue chez les Huang en tant qu'invité. Il a également joué le rôle d'un vendeur de nouilles nommé Willie dans le 100e épisode de la série. 
Au Comic-Con 2019, il a été annoncé qu'il avait été choisi pour incarner le super-héros issu des Marvel Comics, Shang-Chi, dans le prochain film Shang-Chi and the Legend of the Ten Rings, qui appartient à l'univers cinématographique Marvel. Il s'agit du tout premier film Marvel centré sur un personnage asiatique,. Liu avait déjà auditionné pour le rôle sur Twitter en décembre 2018 lorsque le film était en développement. Avant son casting, Liu a exprimé son intérêt pour jouer soit Sunfire ou Namor. 

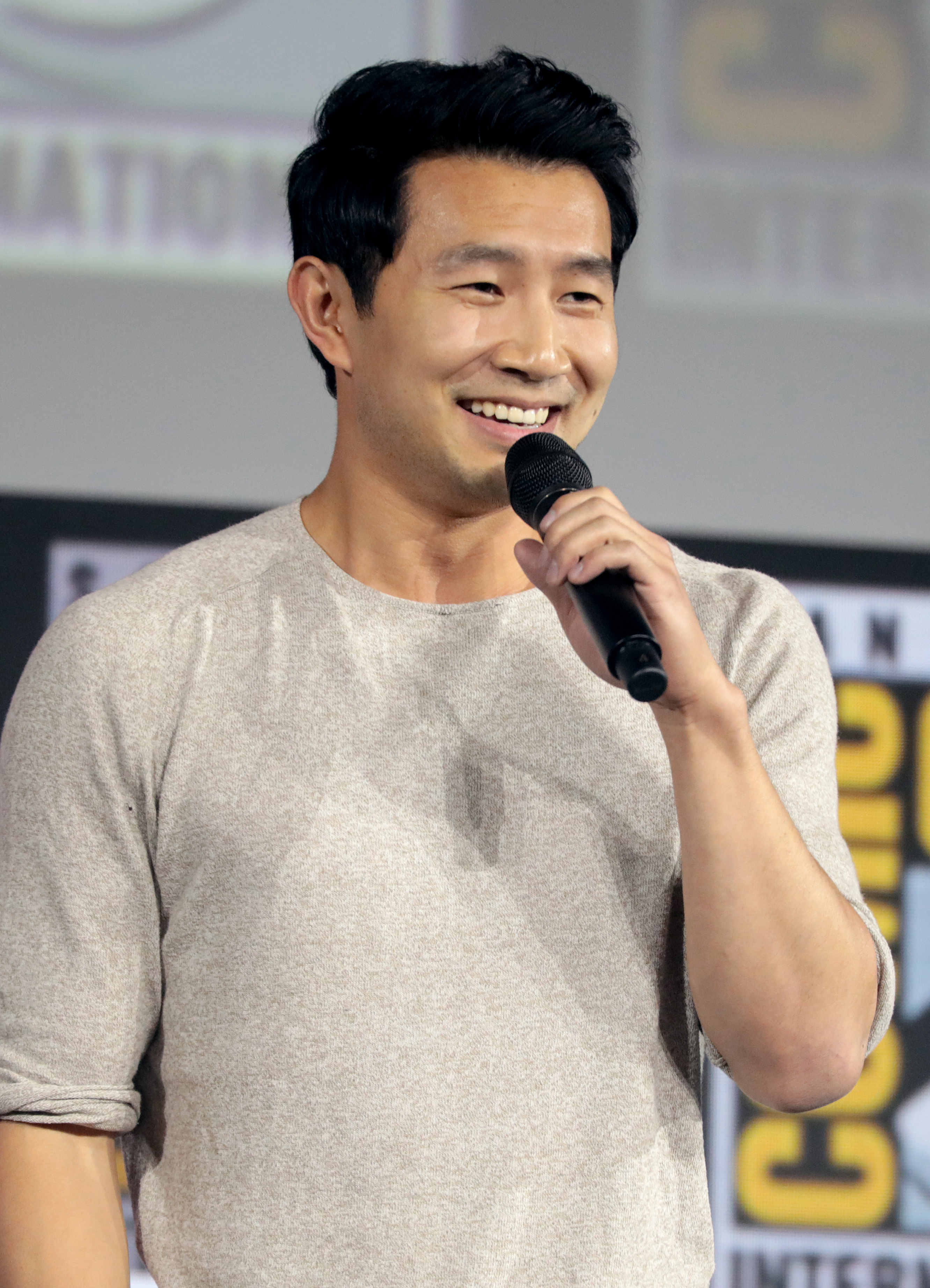
Simu Liu au Comic-Con de San Diego, en 2019.

En plus de son travail à l'écran, Liu est également écrivain et cinéaste. Il a participé à l'écriture de Blood and Water. Il a également écrit un article en ligne pour le magazine Maclean's en décembre 2017, détaillant ses expériences en grandissant dans une famille d'immigrants. L'article a ensuite été publié dans le numéro de janvier 2018 du magazine. En tant que cinéaste, Liu a écrit, réalisé et produit des courts métrages qui ont été projetés et primés dans des festivals aux États-Unis et au Canada. Son dernier court métrage, Meeting Mommy, qu'il a écrit et produit avec Tina Jung, est sorti en février 2018 sur la chaîne Youtube Wong Fu Productions. Le film a récolté plus de 250 000 vues au cours de sa première semaine.

## Distinctions et hommage
Liu a été nommé pour un prix Écrans canadiens et un prix ACTRA en 2017 pour son travail dans Blood and Water. Avec ses coéquipiers de Kim's Convenience, il a remporté le prix ACTRA en 2017. Liu et ses camarades ont ensuite été nommés pour le même prix en 2018 et 2019. Kim's Convenience a également remporté le prix de la meilleure série comique aux Canadian Screen Awards 2018. 
Liu a été nommé aux Ohla ! dans le palmarès des 50 plus beaux Canadiens et des 25 meilleurs bachelors en 2017 et 2018,,.
En 2023 et à l'occasion de la sortie du film Barbie, Mattel lui dédie une poupée Ken à l'effigie de son personnage,. 

## Filmographie

### Cinéma
- 2013 : Pacific Rim de Guillermo del Toro : un figurant
- 2021 : Women Is Losers : Gilbert
- 2021 : Shang-Chi et la Légende des Dix Anneaux (Shang-Chi and the Legend of the Ten Rings) de Destin Daniel Cretton : Xu Shang-Chi / Shaun
- 2021 : Bright: Samurai Soul : Izo (voix)
- 2023 : L'amour en double (en) (One True Loves)
- 2023 : Simulant (en) : Casey
- 2023 : Barbie de Greta Gerwig : un Ken
- 2024 : Atlas de Brad Peyton : Harlan Shepherd
- 2024 : Jackpot de Paul Feig : Louis Lewis
- 2024 : Arthur the King de Simon Cellan Jones : Leo
- 2025 : Last Breath d'Alex Parkinson

### Télévision
- 2012 : Nikita : Un agent de la police de Hong Kong
- 2013 : Warehouse 13 : Le barman
- 2013 : Omega : Dustin (7 épisodes)
- 2013 : Played, les Infiltrés : Le tireur
- 2013 : Air Crash : Le contrôleur
- 2014 : Beauty and the Beast : un ambulancier
- 2014 : Out with Dad : un serveur (2 épisodes)
- 2015 : Blood and Water : Paul Xie (7 épisodes)
- 2015 : Heroes Reborn : Le cascadeur
- 2015 : Make It Pop ! : Randy
- 2016 : Taken : Faaron
- 2016–2021 : Kim's Convenience : Jung Kim (65 épisodes)
- 2017 : Taken : Faaron (10 épisodes)
- 2017 : Orphan Black : Mr. Mitchell
- 2017 : Dark Matter : un technicien
- 2017 : Slasher : Luke (2 épisodes)
- 2017 : Bad Blood : Guy (3 épisodes)
- 2018 : The Expanse : Le lieutenant Paolo Mayer (2 épisodes)
- 2018 : An Awkward Girl Dates : le mec sexy
- 2018 : Yappie : Tom (4 épisodes)
- 2019 : Bienvenue chez les Huang : Willie
- 2020 : Awkwafina Is Nora from Queens : Garbage Boy
- 2021 : Corner Gas Animated : Gerald Mesmerizer
- 2021 : Star Wars: Visions : Lah Zhima (voix)

## Voix francophones
En version française, Simu Liu est dans un premier temps doublé par Thomas Roditi dans Taken et Bienvenue chez les Huang avant qu'Arthur Khong devienne sa voix régulière, le doublant dans Shang-Chi et la Légende des Dix Anneaux, Barbie, Atlas ou encore Jackpot.
À titre exceptionnel, il est doublé par Erwan Tostain dans Beauty and the Beast, Anatole Yun dans Bad Blood, Brieuc Lemaire dans Simulant (en) et Benjamin Thomas dans Arthur the King.
En version québécoise, Maël Davan-Soulas est la voix régulière de l'acteur, le doublant successivement dans Shang-Chi et la Légende des Dix Anneaux, L'Amour en double (en), Simulant (en) et Barbie.